# Laevaranna
Laevaranna es una aldea de la isla-municipio de Saaremaa, condado de Saare, Estonia. Tiene una población estimada, en 2020, de 7 habitantes.
La isla de Saaremaa —la mayor de las que forman el archipiélago Moonsund— está situada en el mar Báltico, al sur de la isla de Hiiumaa y frente a la costa oeste de la isla de Muhu y de la Estonia continental.